# علی جلیلی
علی جلیلی شیشوان (زاده۱۴ مهر ۱۳۴۸)شیشوان، عجب شیر آذربایجان شرقی) هیئت علمی دانشگاه علامه طباطبایی، سیاستمدار مستقل و نمایندهٔ دهمین دوره مجلس شورای اسلامی از حوزه انتخابیه مراغه، عجب شیر و سراجو است که در انتخابات میان‌دوره‌ای مجلس از ۱۶۵ هزار و ۹۰۸ رای ماخوذه به ثبت رسیده که منتخب مردم مراغه و عجب‌شیر ۳۳ هزار و ۷۰۵ رای کسب کرده و به مجلس راه یافت. وی در دهمین دوره مجلس شورای اسلامی، رئیس فراکسیون سلامت روان و تندرستی در مجلس شورای اسلامی بود.